# Koghiella grandis
Koghiella grandis är en insektsart som beskrevs av Desutter-grandcolas 1997. Koghiella grandis ingår i släktet Koghiella och familjen syrsor. Inga underarter finns listade i Catalogue of Life.